# Ładunek kolorowy

Hadrony, czyli cząstki zbudowane z kwarków, zawsze mają sumaryczny kolor biały

Barion omega: trzy kwarki dziwne związane oddziaływaniem silnym przenoszonym przez gluony. Kwarki s mają różne kolory, ale ten sam zapach. Każdy kwark może występować w trzech odmianach: czerwonej, zielonej i niebieskiej

Ładunek kolorowy, kolor – liczba kwantowa wprowadzona, by rozróżnić kwarki znajdujące się w tym samym stanie spinowym. Wbrew nazwie, nie ma ona nic wspólnego z kolorem (barwą) w sensie optycznym.
Reguła Pauliego nie pozwala, by trzy jednakowe kwarki tworzyły struktury barionowe, zatem kwarki te muszą się różnić – cechę różnicującą nazwano kolorem. Istnieją trzy rodzaje ładunków kolorowych: czerwony, zielony i niebieski (te nazwy są czysto umowne i nie mają nic wspólnego ze zwykłymi kolorami, postrzeganymi wzrokiem) oraz odpowiadające im „antykolory” dla antykwarków.
Ładunek kolorowy jest źródłem nowego pola, generującego nowy typ oddziaływań między kwarkami. Kwantami tego pola są gluony. Wymiana gluonów pomiędzy kwarkami w hadronie (nazywana silnym oddziaływaniem jądrowym) wiąże kwarki w nierozerwalną całość. Silne oddziaływania jądrowe zachodzą tylko na bardzo małych odległościach rzędu 10−15 m. Efektem tego jest niestabilność jąder pierwiastków o liczbie atomowej większej od 92 (rozmiary takiego jądra atomowego są za duże, by oddziaływanie silne utrzymało je w całości). Podczas oddziaływania silnego kwarki zmieniają swój kolor poprzez wymianę gluonów, niosących ze sobą kolor i antykolor.
Ładunek kolorowy cząstek złożonych z kwarków wynosi 0, a zatem wypadkowy ładunek kolorowy cząstki musi być równy zeru. Inaczej mówiąc, cząstki posiadające ładunek kolorowy nie mogą występować w przyrodzie samodzielnie. Bariony (np. proton i neutron) składają się z trzech kwarków o różnych kolorach, a mezony z kwarka, mającego określony kolor, i antykwarka, mającego odpowiadający mu antykolor. Dzięki temu bariony i mezony są kolorowo obojętne (bezbarwne).
Teoria oddziaływań związanych z ładunkiem kolorowym nosi nazwę chromodynamiki kwantowej.

## Historia
Termin „ładunek kolorowy” wprowadzili w latach 1964–1965 Oscar Greenberg, Yoichiro Nambu i Moo-Young Han.